# Shelby 1000
La Shelby 1000 est une automobile de type muscle car dévoilée par la compagnie Shelby American en 2012 lors du Salon de l'automobile de New York.